# Plafons ceràmics del Via Crucis
Els Plafons ceràmics del Via Crucis és una obra de Gratallops (Priorat) protegida com a Bé Cultural d'Interès Local.

## Descripció
Conjunt de ceràmica de 53x53 cm format per 9 rajoles quadrades amb el motiu principal, i unes altres que fan de sanefa, tot al voltant. Es troben dins d'una petita fornícula buidada a la paret de la casa número 1 del carrer de la Consolació.

## Història
L'erecció de Via Crucis als pobles fou, sembla ser, bastant corrent a Catalunya i, dintre d'aquest context cal assenyalar la presencia en un turonet proper de la capelleta dita popularment el Calvari. Es de suposar que la resta d'estacions avui desaparegudes es deurien situar en el carrer de la Consolació, i aixecades al llarg del camí que menava a La Vilella Baixa, i el ramal que duia a la capelleta suara esmentada.